# Baie-des-Hérons
Baie-des-Hérons (en anglais : Heron Bay) est une ville du Nouveau-Brunswick, située dans le territoire de la commission de services régionaux du Restigouche. La municipalité a été constituée le 1er janvier 2023, de la fusion de la ville de Dalhousie, du village de Charlo, des DSL de Dalhousie Junction et de Pointe-la-Nim, ainsi que des parties des DSL de Balmoral-Maltais, de Chaleur, de la paroisse de Dalhousie. À l'origine dénommée Entité 9 dans les documents officiels, le nom de Baie-des-Hérons, ou Heron Bay en anglais, est annoncé le 12 mai 2022 et fait honneur à l'île aux Hérons qui se trouve au large de la ville.